# 張洹三
張 洹三（チャン・ウォンサム、장원삼、1983年6月9日 - ）は、大韓民国・慶尚南道昌原市出身の元プロ野球選手（投手）。
2008年北京オリンピック野球金メダリスト。

## 経歴

### プロ入り前
高校卒業時の2002年のドラフトで現代ユニコーンズに指名されたが、この時は入団せずに慶星大学に進学した。
大学時代に2005年にオランダで開催された第36回IBAFワールドカップの韓国代表に選出。予選の南アフリカ共和国戦では8回をパーフェクトに抑えたのを始め、中継ぎを中心に全11試合中7試合に登板した。

### 現代時代
2006年に現役ユニコーンズと契約。この年は12勝10敗、防御率2.85を記録し、新人ながらチームの左のエースとなったが、投手三冠を達成した柳賢振がいたため新人王は獲得できなかった。また同年のドーハアジア大会の韓国代表にも選ばれた。
2007年は9勝に終わったが、チーム2位の防御率3.63と安定した成績を残した。

### ヒーローズ時代
現代が解散し2008年にウリ・ヒーローズに移籍した後も、馬一英と並ぶ左の2枚看板として活躍しチーム最多の12勝をあげ、北京オリンピック韓国代表にも抜擢された。オリンピックでは8月14日の試合が雨天サスペンデッドゲームとなり、3日後の17日に再開された予選ラウンドの中国戦の2番手として登板し、4回を無失点に抑える好投で勝利に貢献した。また8月20日の予選ラウンド最終戦・オランダ戦では先発登板し、8回コールドゲームではあったが被安打4つの完封勝利を挙げた。
2008年シーズン後、現金30億ウォンと朴成勳・金相洙を代償に三星ライオンズにトレードさることが決まった。しかし、ヒーローズの創設の前提のひとつであった「創設から5年間は選手を金銭トレードで出さない」という約束を破ったとして、韓国野球委員会（KBO）からトレードが承認されず、ヒーローズに戻された。韓国プロ野球史上、コミッショナーの裁定によってトレードが取り消されたのは初の事例である。
2009年には開幕前第2回WBC韓国代表にも選出された。1次ラウンド1戦目では大量にリードされた3番手として登板し、2回3分の1を投げ被安打4自責点2という成績だった。2次ラウンド順位決定戦の日本戦には先発登板したものの、内川聖一に先制の本塁打を打たれるなど3回を自責点1（失点は2）という結果に終わり、大会を通して目立った活躍はできなかった。シーズンでも故障に悩まされてわずか4勝に留まった。

### 三星時代
2009年12月末、資金難のチーム事情もあり、トレード失敗から1年経ってへ金銭20億ウォンと朴成勳・金相洙との交換で三星ライオンズにトレードされた。
2010年は先発の軸として活躍し、自己最多かつチーム最多勝となる13勝を記録した。
2011年は故障により出遅れ8勝にとどまったが、先発として安定した投球を続け韓国シリーズ優勝に貢献した。また同年のアジアシリーズでは福岡ソフトバンクホークスとの決勝戦などで先発として好投し、優勝に貢献して大会MVPを受賞した。
2012年は自己最多となる17勝を記録し、初の個人タイトルとなる最多勝を獲得した。
2013年3月、第3回WBC韓国代表として2度目の出場した。第1ラウンド最終戦のチャイニーズタイペイ戦で8回表途中からリリーフ登板し無失点に抑えると、その裏姜正浩の逆転2ランでそのまま勝利したため勝利投手となったが、韓国は得失点差の関係で第1ラウンド敗退となった。レギュラーシーズンでは13勝し、シーズンオフに初のFAを行使して三星と4年契約を結んだ。
2014年は11勝、2015年は10勝を挙げ、この年まで4年連続2桁勝利を記録したが、先発での成績が年々悪化し、2016年8月から中継ぎに転向した。
2018年には先発として3勝を記録したが故障でシーズン後半は出場できず、この年限りで三星から戦力外になった。

### LG時代
2019年よりLGツインズに移籍。しかし8試合の登板でプロ入り後初の未勝利に終わるなど全く戦力にならず、シーズン途中で戦力外になり退団。

### ロッテ時代
LG退団後も現役続行を希望して、ロッテ・ジャイアンツの入団テストを受け合格。
しかし2020年も13試合の登板で2年連続未勝利に終わり、防御率は7点台だった。9月8日のNCダイノス戦でKBO史上23番目となる1200奪三振を記録した。シーズン終了後に2021年保留選手名簿から外され自由契約選手となった。
その後も現役延長を希望していたが契約するチームはなく、事実上の引退状態となっていたが、2021年12月に引退式を行った。

## 詳細情報

### 年度別投手成績
| 年 度     | 球 団     | 登 板 | 先 発 | 完 投 | 完 封 | 無 四 球 | 勝 利 | 敗 戦 | セ 丨 ブ | ホ 丨 ル ド | 勝 率 | 打 者 | 投 球 回 | 被 安 打 | 被 本 塁 打 | 与 四 球 | 敬 遠 | 与 死 球 | 奪 三 振 | 暴 投 | ボ 丨 ク | 失 点 | 自 責 点 | 防 御 率 | W H I P |
| --------- | --------- | ----- | ----- | ----- | ----- | -------- | ----- | ----- | -------- | ----------- | ----- | ----- | -------- | -------- | ----------- | -------- | ----- | -------- | -------- | ----- | -------- | ----- | -------- | -------- | ------- |
| 2006      | 現代      | 29    | 29    | 0     | 0     | 0        | 12    | 10    | 0        | 0           | .545  | 743   | 183.1    | 146      | 19          | 63       | 0     | 5        | 142      | 3     | 0        | 60    | 58       | 2.85     | 1.14    |
| 2007      | 現代      | 30    | 30    | 0     | 0     | 0        | 9     | 10    | 0        | 0           | .474  | 719   | 168.2    | 152      | 16          | 75       | 0     | 3        | 132      | 4     | 0        | 80    | 68       | 3.63     | 1.35    |
| 2008      | ウリ      | 27    | 27    | 2     | 2     | 1        | 12    | 8     | 0        | 0           | .600  | 674   | 167.1    | 145      | 9           | 57       | 1     | 2        | 126      | 3     | 1        | 54    | 53       | 2.85     | 1.21    |
| 2009      | ウリ      | 19    | 19    | 0     | 0     | 0        | 4     | 8     | 0        | 0           | .333  | 411   | 91.0     | 108      | 17          | 31       | 0     | 6        | 60       | 4     | 0        | 57    | 56       | 5.54     | 1.53    |
| 2010      | サムスン  | 29    | 28    | 0     | 0     | 0        | 13    | 5     | 0        | 0           | .722  | 631   | 151.0    | 139      | 13          | 44       | 1     | 5        | 115      | 3     | 0        | 62    | 58       | 3.46     | 1.21    |
| 2011      | サムスン  | 25    | 21    | 0     | 0     | 0        | 8     | 8     | 0        | 0           | .500  | 509   | 115.0    | 139      | 13          | 37       | 0     | 0        | 68       | 1     | 0        | 58    | 53       | 4.15     | 1.53    |
| 2012      | サムスン  | 27    | 25    | 0     | 0     | 0        | 17    | 6     | 0        | 1           | .739  | 649   | 157.0    | 143      | 9           | 38       | 1     | 9        | 127      | 2     | 0        | 64    | 62       | 3.55     | 1.15    |
| 2013      | サムスン  | 27    | 26    | 1     | 0     | 0        | 13    | 10    | 1        | 0           | .565  | 658   | 154.0    | 165      | 21          | 42       | 2     | 9        | 104      | 6     | 1        | 85    | 75       | 4.38     | 1.34    |
| 2014      | サムスン  | 24    | 24    | 0     | 0     | 0        | 11    | 5     | 0        | 0           | .688  | 562   | 129.1    | 149      | 16          | 37       | 0     | 5        | 63       | 6     | 0        | 70    | 59       | 4.11     | 1.44    |
| 2015      | サムスン  | 26    | 25    | 0     | 0     | 0        | 10    | 9     | 0        | 0           | .526  | 599   | 136.2    | 151      | 29          | 50       | 1     | 1        | 107      | 3     | 0        | 96    | 88       | 5.80     | 1.47    |
| 2016      | サムスン  | 26    | 13    | 0     | 0     | 0        | 5     | 8     | 0        | 2           | .385  | 366   | 78.1     | 114      | 16          | 23       | 1     | 2        | 53       | 2     | 0        | 69    | 61       | 7.01     | 1.75    |
| 2017      | サムスン  | 49    | 5     | 0     | 0     | 0        | 4     | 5     | 0        | 6           | .444  | 310   | 67.1     | 96       | 8           | 17       | 0     | 5        | 55       | 2     | 0        | 48    | 42       | 5.61     | 1.68    |
| 2018      | サムスン  | 8     | 8     | 0     | 0     | 0        | 3     | 1     | 0        | 0           | .750  | 173   | 38.0     | 47       | 4           | 13       | 0     | 1        | 27       | 1     | 0        | 27    | 26       | 6.16     | 1.58    |
| 2019      | LG        | 8     | 3     | 0     | 0     | 0        | 0     | 2     | 0        | 0           | .000  | 68    | 14.2     | 20       | 3           | 3        | 0     | 2        | 7        | 0     | 0        | 13    | 13       | 7.98     | 1.57    |
| 2020      | ロッテ    | 13    | 4     | 0     | 0     | 0        | 0     | 3     | 0        | 0           | .000  | 160   | 34.0     | 49       | 6           | 10       | 1     | 3        | 15       | 0     | 0        | 32    | 29       | 7.68     | 1.74    |
| KBO：15年 | KBO：15年 | 367   | 287   | 3     | 2     | 1        | 121   | 98    | 1        | 9           | .553  | 7232  | 1685.2   | 1763     | 199         | 540      | 8     | 58       | 1201     | 40    | 2        | 875   | 801      | 4.28     | 1.37    |

- 太字はリーグ最高

### 背番号
- 55 （2006年 - 2007年）
- 13 （2008年 - 2018年）
- 30 （2019年）
- 19 （2020年）

### 獲得タイトル
- 最多勝利：1回 （2012年）

### 表彰
- ゴールデングラブ賞：1回 （2012年）
- アジアシリーズMVP：1回 （2011年）